# 党項
項（西夏文：𘚜𗧻，拼音：Dǎng xiàng，注音：ㄉㄤˇ ㄒㄧㄤˋ）是中國古代西北的一個民族，其語言西夏語屬於藏緬語族。在唐、宋時代，被漢人認為是古羌族的一支，又稱作党項羌，是西夏王朝的建立者。吐蕃人稱其為彌藥（藏語：མི་ཉག་，威利转写：mi nyag），蒙古帝國時代稱其為唐兀，其复数则为唐兀惕或唐忽惕（“惕”为复数词缀，清代满语中用“唐古特”称呼藏人），元朝時被歸屬於色目人。

## 起源

壁畫中的西夏党項人

党項最早是對居住在四川松潘高原一帶，以畜牧為生的多個部落的泛指。在魏晉南北朝時期，此地形成部落聯盟。735年的阙特勤碑首次提到党項名稱。《隋書》稱其為党項羌，認為是三苗之後，將他們歸屬於西羌或西戎。其神話稱起源於獼猴種，與吐蕃相同，可能有共同祖先。其語言西夏語，現已滅絕，但是經由其文字，西夏文，被保存下來。現代語言學家認為西夏語與嘉絨語是近親，將其歸在羌語支之下，屬藏緬語族。
其部落首領，以拓跋氏為姓，可能是拓跋部的分支，與同為鮮卑族群的吐谷渾有姻親及結盟關係，因此他們的先祖也可能是來自於鮮卑。也有學者推測他們是一個蒙古化的突厥人族群。

## 歷史
唐初，党项首领拓跋赤辞助吐谷浑与唐朝作战败降唐，被唐太宗赐姓李，封为西戎州都督。唐朝中期時，受到吐蕃所迫，在唐朝帮助下把静边州都督府移置庆州（今甘肃庆阳），辖下25个党项州也一道迁徙。原居地的党項族人則受吐蕃貴族役使，被稱作弭藥人。北移的党項則分為八部，包括细封氏、费听氏、往利氏、颇超氏、野离氏、房当氏、米擒氏、拓跋氏等部，其中拓跋氏在党项诸部中最为强盛，后来成为西夏的王族。唐代宗时，由于吐蕃和党项人联合骚扰，又将党项人迁移到银州（今陕西米脂）以北，夏州（今陕西横山县）以东地区。绥州（今陕西绥德县）、延州（今陕西延安）一带也有大批党项人迁入。唐末（873年左右），其中較強的拓跋部首領拓跋思恭据宥州（今陕西靖边县东），自称刺史。881年，拓跋思恭因帮助唐朝攻打黄巢，被唐僖宗封为夏州节度使，並賜姓李，封夏国公。
至宋初，夏州李氏与宋朝发生多次战争。首領李繼捧歸降宋，但族人擁立李繼遷叛宋自立。元昊父亲德明在1005年与宋朝媾和。宋真宗赐姓趙，授夏州刺史，充定难军节度使。1031年元昊继立，1038年成立了西夏，統治西北地區達約200年之久，最後被蒙古帝國所滅。党項族被蒙古人稱為唐兀，屬色目人的一族，在元朝時還有部分甚為活躍，但其後逐漸與其他各族融合，党項之名逐漸消失於中國歷史上。

## 後代
清修《明史》称明末民变领袖李自成自称自己是李繼遷的后代，部分學者认为李自成是党項族後裔。有一說指现在的夏尔巴人是他们后人。
根據近年來人類學家的查訪，在四川地區尚有党項族人的後代，可能是西夏滅亡後南移的党項人與弭藥人融合而成，此外在安徽、河南、雲南等地也有党項人的後裔存在。
在16世紀後他們已經被漢人、蒙古人和藏人同化。

## 相關
- 西夏學
- 西夏语
- 西夏文

## 延伸阅读
[在维基数据编辑]
 《北史/卷096》，出自李延壽《北史》
 《隋書·卷83》，出自魏徵《隋书》
 《舊唐書·卷198》，出自刘昫《舊唐書》
 《新唐書·卷221上》，出自《新唐書》
 《舊五代史·卷138》，出自薛居正《舊五代史》
 《新五代史·卷74》，出自歐陽修《新五代史》
 《宋史·卷491》，出自脱脱《宋史》